# Чикола
Чикола је ријека у Далмацији, Република Хрватска. Лијева је и највећа притока Крке, а у њу се улива недалеко од Скрадинског бука. Тече кроз Петрово поље и кањон који је усјекла у крашкој површи. Извире из крашког врела и љети често пресушује. Њена притока Врба се такође сматра почетком ријеке. При ушћу је Чикола веома проширена због ујезеравања воде.

## Име
Назив Чикола (Чикојла) је турског поријекла. Значење ове ријечи је приближно „вода кроз литице“. То се односи на ток ријеке у кањону. До доласка Турака 1522. године, звала се Пољшица.

## Извор и ток
Извире из крашког врела (285 м) у Мирловић Пољу, на ободу Петровог поља и у подножју планине Свилаје. Врело је активно у јесен и зиму, када избацује до 8 м³/с воде. Љети пресушује. Након 1 км тока, Чикола прима лијеву притоку Врбу.
Чикола је дуга 47,8 км Површина слива је 836,8 км².
Протиче кроз Петрово поље и град Дрниш на западном крају поља. У горњем току, у мекшим долинским слојевима, Чикола се ерозијом проширила. Од Дрниша до ушћа усјекла се у кречњачку зараван и изградила кањон.
При ушћу, на дужини од 3 км, веома је проширена (500 ширине), као и Крка, због издизања бигрене преграде на Скрадинском буку, што је довело до ујезеравања воде узводно. Увала Чекинац с лијеве стране проширеног ушћа, представља потопљено ушће притоке Чиколе која је протицала кроз Пунчку драгу. Ушће Чиколе је дио Националног парка Крка.
Њен водостај је веома промјенљив; за влажних зима обилује водом, а о љетњим мјесецима водостај је јако низак због суше и наводњавања земљишта око њеног средњег тока.

## Притоке
Врба је лијева притока Чиколе, дуга 19 км. Настаје од више врела код села Горње Постиње, на јужним обронцима Свилаје — Перића врило (491 м), Горњи Стубал, Доњи Стубал, Кукузовац, Жуковац. Тече кроз поље Тисна Врба (Цривачко поље) и кратак кланац, а потом се у Петровом Пољу (Кљаке) улива у Чиколу. Код Цривца је позната под називом Јаруга и ту формира језерце без имена. На прелазу из Цривачког поља у кланац, налази се слап Соколац.
Чиколи у Петровом пољу с десне стране притичу потоци као што су Мантовац, Трзибалић и Отавац. При ушћу Чиколе, с лијеве стране, налазе се Пунчка, Љубића и Миљевића драга. То су добоке, стрме и суве долине некадашњих притока Чиколе, које су пресушиле.
Језеро Торак се налази уз лијеву обалу Чиколе, на почетку ујезереног ушћа. Из њега се вода прелива у ријеку. Језеро је кружног облика пречника 180 м и дубине 47 м и оно је у ствари врело из којег избија чиста, питка вода, која се црпи за потребе водовода.

## Кањон Чиколе
Кањон ријеке Чиколе је дуг 14 км и мјестимично дубок до 170 м. Његов почетак је одмах при изласку ријеке из Петрова поља, код самог Дрниша. Завршава се 6 km прије самог ушћа Чиколе, односно 3 km од ујезерног дијела ријеке. Заштићен је од 1965. године.
Чикола је кањон усјекла у крашкој површи. Стварање наслага кречњака трајало је од доње јуре до еоцена, док је крашка површ формирана крајем плиоцена и почетком плеистоцена. Усијецање кањона је почело крајем плеистоцена, а истовремено је настао и оближњи кањон Крке.
У кањону постоји неколико мањих слапова, као што су Ласмач, Саранча и Шупљи вир. Ријека формира и мало Овчје језеро. Љети је дно кањона углавном суво, због пресушивања Чиколе. Вода се највише задржава у Проципу, који је веома узак и дубок дио кањона. Од бројних пећина, највише су истражене Топла пећ и Штрикиница.
На десној страни кањона, изнад Дрниша налази се тврђава Градина, а на његовом крају, такође са десне стране, налази се Кључица. Оба утврђења потичу из средњег вијека. Гради се стаза кроз кањон која полази од Чиколског моста у Дрнишу и омогућује приступ старим млиницама (млиновима), којих има укупно шест. Планира се и уређење пећине Штрикинице за посјету туриста.

## Живи свијет
Чикола је некада била легло маларичних комараца, због чега су људи у близини ријеке често обољевали од маларије. Чишћење корита ради сузбијања ове болести је почело 1924. године.
У Чиколи живи 9 врста риба из породице Cyprinidae. Међу њима је Турскијев клен (Telestes turskyi), ендемичан за Крку и Чиколу. Мислило се да је изумро, али је поново откривен 2002. године. Друга ендемична врста ове породице је далматинска гаовица (Phoxinellus dalmaticus), а оштруљ (Aulopyge huegelii) живи и у другим далматинским ријекама. У Чиколи постоји 5 врста из породице пастрмки (Salmonidae).
Гамбузија (Gambusia affinis) је увезена из Сјеверне Америке 1924. године, ради уништења ларви маларичних комараца. Ова агресивна инвазивна врста је потиснула друге врсте риба.
У пећини на десној обали Чиколе, насупрот језера Торак, откривена је 1999. године човјечја рибица (Proteus anguinus).

## Мостови и други објекти
Најзначајнији мост на ријеци је Дрнишки или Чиколски мост, на самом улазу у Дрниш из правца Сплита и Шибеника. Подигнут је за вријеме турске владавине као камени мост. Њемачка војска га је срушила 1944. године, приликом повлачења пред партизанима који су продирали из правца Шибеника. Привремено је изграђен дрвени мост, са којег је 1948. године слетио камион који је превозио рударе у Сиверићки рудник угља. Том приликом се у набујалој Чиколи утопило 10 људи. Касније је подигнут данашњи бетонски мост. Код Чиколског моста је 2011. године отета и касније убијена Антонија Билић, за којом је покренута највећа потрага у историји Хрватске.
Жељезнички мост 3 км узводно од Дрниша, код Кричака, изграђен је 1877. године. Минирала га је њемачка војска 1944. године, али је подигнут нови. У Петровом пољу су још Отавички мост код Маузолеја Ивана Мештровића, Матића мост у Ружићу и постојао је Везовића мост, такође срушен 1944. године. Низводно од Дрниша налази се Мрђенов мост, а још даље Кључки мост, код села Кључ и истоимене тврђаве.
Изнад кањона Чиколе, налази се Дрнишка тврђава (Градина), под којом је настао град Дрниш. Друга значајна тврђава је Кључица. Обе су на десној страни кањона.
Уз ријеку, код села Умљановић (Балина главица) налазио се стари римски град Муниципијум Магнум (Синодијум).
На узвишењу удаљеном 300 м од Чиколе, налази се Маузолеј Ивана Мештровића.